# Pennsylvania Hospital

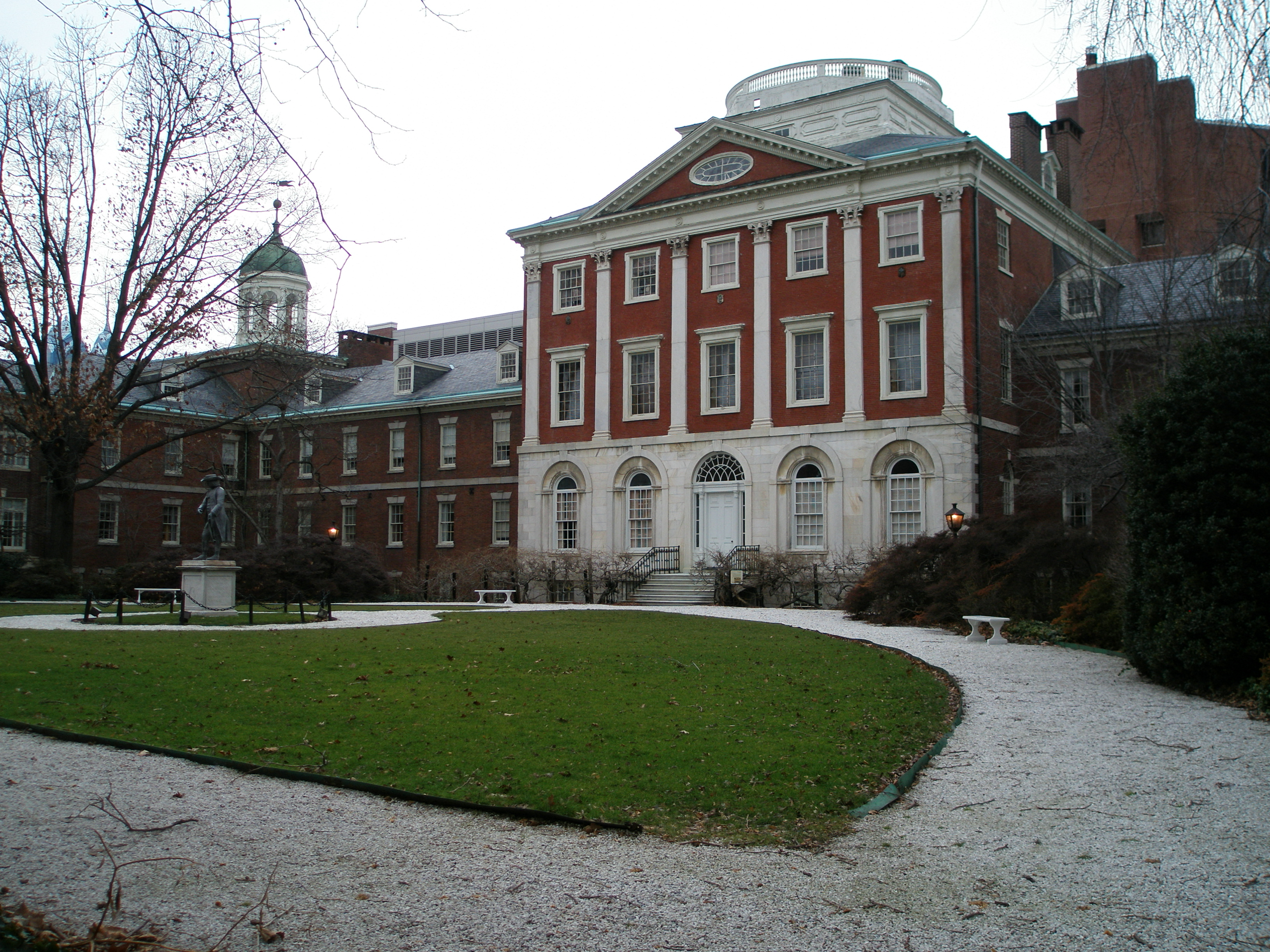
Pennsylvania Hospital

Pennsylvania Hospital est le plus ancien hôpital des États-Unis. Il se trouve à Philadelphie en Pennsylvanie. Le 11 mai 1751, l'assemblée de Pennsylvanie octroie une charte à  Benjamin Franklin et Thomas Bond afin d'établir un hôpital. Celui-ci s'installe d'abord dans des locaux provisoires en 1752. Les travaux de l'aile ouest débutèrent en 1755. La bibliothèque de l'hôpital eut son premier livre en 1762 donné par le Dr. John Fothergill, un ami anglais de Franklin. Aujourd'hui, la bibliothèque possède des livres datant de 1483 à 1930.

### Sources
- (en) Cet article est partiellement ou en totalité issu de l’article de Wikipédia en anglais intitulé « Pennsylvania Hospital » (voir la liste des auteurs).